# Resolutie 1989 Veiligheidsraad Verenigde Naties
Resolutie 1989 van de Veiligheidsraad van de Verenigde Naties werd op 17 juni 2011 unaniem aangenomen door de VN-Veiligheidsraad. De resolutie behandelde de sancties tegen Al Qaida nadat resolutie 1988 die tegen de Taliban had afgesplitst. Tot dan werden de leden van de Taliban en Al Qaida in resoluties gezamenlijk behandeld.

## Achtergrond
In de nasleep van de terreuraanslagen op 11 september 2001 waren sancties opgelegd tegen Al Qaida, dat de aanslagen had gepleegd, en de Taliban, die destijds Afghanistan bestuurden en Al Qaida steunden. De sancties hielden de bevriezing van banktegoeden, een inreisverbod en een wapenembargo in. In 2011 werden de sancties tegen beide groeperingen losgekoppeld en kreeg Al Qaida een eigen sanctieregime.

## Inhoud

### Waarnemingen
Op aanbevelen van het 1267-Comité en het 1267-Waarnemingsteam werd nu een onderscheid gemaakt tussen Taliban- en Al Qaida-leden op de VN-sanctielijst. Doch voldeden sommige personen en groepen die aan de criteria in resolutie 1988 inzake de Taliban voldeden ook aan de criteria in deze resolutie.

### Handelingen
De sancties die krachtens de resoluties 1333 (2000) en 1390 (2002) waren opgelegd tegen personen en groepen verbonden aan Al Qaida en opgelijst op de geconsolideerde sanctielijst (Taliban + Al Qaida) bleven van kracht voor personen en groepen op de lijst die, nadat Taliban-leden op een aparte lijst waren gezet, nu de Al Qaida-sanctielijst heet. Het mandaat van het Kantoor van de Ombudsman, gecreëerd middels resolutie 1904 en dat beslist over aanvragen om van de lijst te worden geschrapt, werd met achttien maanden verlengd. Ook het 1526-Waarnemingsteam werd met deze periode verlengd om het Comité en de Ombudsman bij te staan.

### Bijlagen
In de eerste bijlage werden de verantwoordelijkheden van het Waarnemingsteam dat onder leiding van het Comité werkte opgesomd. De tweede bijlage stond de procedure die het Kantoor van de Ombudsman moest volgen als het een aanvraag tot schrapping van de sanctielijst ontving.

## Verwante resoluties
- Resolutie 1974 Veiligheidsraad Verenigde Naties
- Resolutie 1988 Veiligheidsraad Verenigde Naties
- Resolutie 2011 Veiligheidsraad Verenigde Naties
- Resolutie 2041 Veiligheidsraad Verenigde Naties (2012)

Lijst ·  1967 ·  1968 ·  1969 ·  1970 ·  1971 ·  1972 ·  1973 ·  1974 ·  1975 ·  1976 ·  1977 ·  1978 ·  1979 ·  1980 ·  1981 ·  1982 ·  1983 ·  1984 ·  1985 ·  1986 ·  1987 ·  1988 ·  1989 ·  1990 ·  1991 ·  1992 ·  1993 ·  1994 ·  1995 ·  1996 ·  1997 ·  1998 ·  1999 ·  2000 ·  2001 ·  2002 ·  2003 ·  2004 ·  2005 ·  2006 ·  2007 ·  2008 ·  2009 ·  2010 ·  2011 ·  2012 ·  2013 ·  2014 ·  2015 ·  2016 ·  2017 ·  2018 ·  2019 ·  2020 ·  2021 ·  2022 ·  2023 ·  2024 ·  2025 ·  2026 ·  2027 ·  2028 ·  2029 ·  2030 ·  2031 ·  2032